# 丸島俊介
丸島 俊介（まるしま しゅんすけ、1951年〈昭和26年〉 - ）は、日本の弁護士。日本司法支援センター理事長（2022年〈令和4年〉4月1日 - ）。

## 来歴
兵庫県生まれ。1976年（昭和51年）3月、東京大学法学部を卒業。その2年後の1978年（昭和53年）4月に弁護士登録し、東京弁護士会に入会。日本弁護士連合会事務総長、同常務理事、同刑事弁護センター事務局長、同日本司法支援センター
推進本部副本部長、独立行政法人国民生活センター第三者調査委員会委員長、原子力損害賠償支援機構理事、法曹養成制度検討会議委員、中央教育審議会法科大学院等特別委員会委員、日本司法支援センター理事を歴任。
弁護士として法曹養成制度改革などに関わり、1999年（平成11年）から2年間、日本弁護士連合会から司法制度改革審議会の事務局に主任専門調査官として派遣された。また、法テラス設立後は弁護士法人東京パブリック法律事務所の所長としてスタッフ弁護士の養成に携わった。
日弁連事務総長就任後は、法曹養成制度に関する検討ワーキングチーム・フォーラム・検討会議など、政府の法曹養成制度改革に関する会議に委員として参加し、2013年（平成25年）からは、法曹養成制度改革推進会議とその下に置かれる顧問会議と推進室の検討に対する日弁連としての取り組みに関わった。
2022年（令和4年）4月1日、日本司法支援センター理事長に就任。

## 年譜
- 1976年（昭和51年）3月 - 東京大学法学部卒業[2]
- 1978年（昭和53年）
  - 4月 - 弁護士登録[2]
  - 4月 - 東京弁護士会入会[2]
- 1994年（平成6年）6月 - 日本弁護士連合会刑事弁護センター事務局長[2]
- 1995年（平成7年）4月 - 日本弁護士連合会常務理事[2]
- 1999年（平成11年）6月 - 司法制度改革審議会主任専門調査員[2]
- 2008年（平成20年）4月 - 日本弁護士連合会事務総長[2]
- 2010年（平成22年）
  - 6月 - 独立行政法人国民生活センター第三者調査委員会委員長[2]
  - 6月 - 日本弁護士連合会日本司法支援センター推進本部副本部長[2]
- 2011年（平成23年）10月 - 原子力損害賠償支援機構理事[2]
- 2012年（平成24年）6月 - 法曹養成制度検討会議委員[2]
- 2017年（平成29年）
  - 3月 - 中央教育審議会法科大学院等特別委員会委員[2]
  - 10月 - 日本司法支援センター理事[2]
- 2022年（令和4年）4月 - 日本司法支援センター理事長[2][3]